# Pulau Talimago
Pulau Talimago är en ö i Indonesien. Den ligger i provinsen Maluku Utara, i den nordöstra delen av landet, 2 400 km öster om huvudstaden Jakarta.

## Bilder

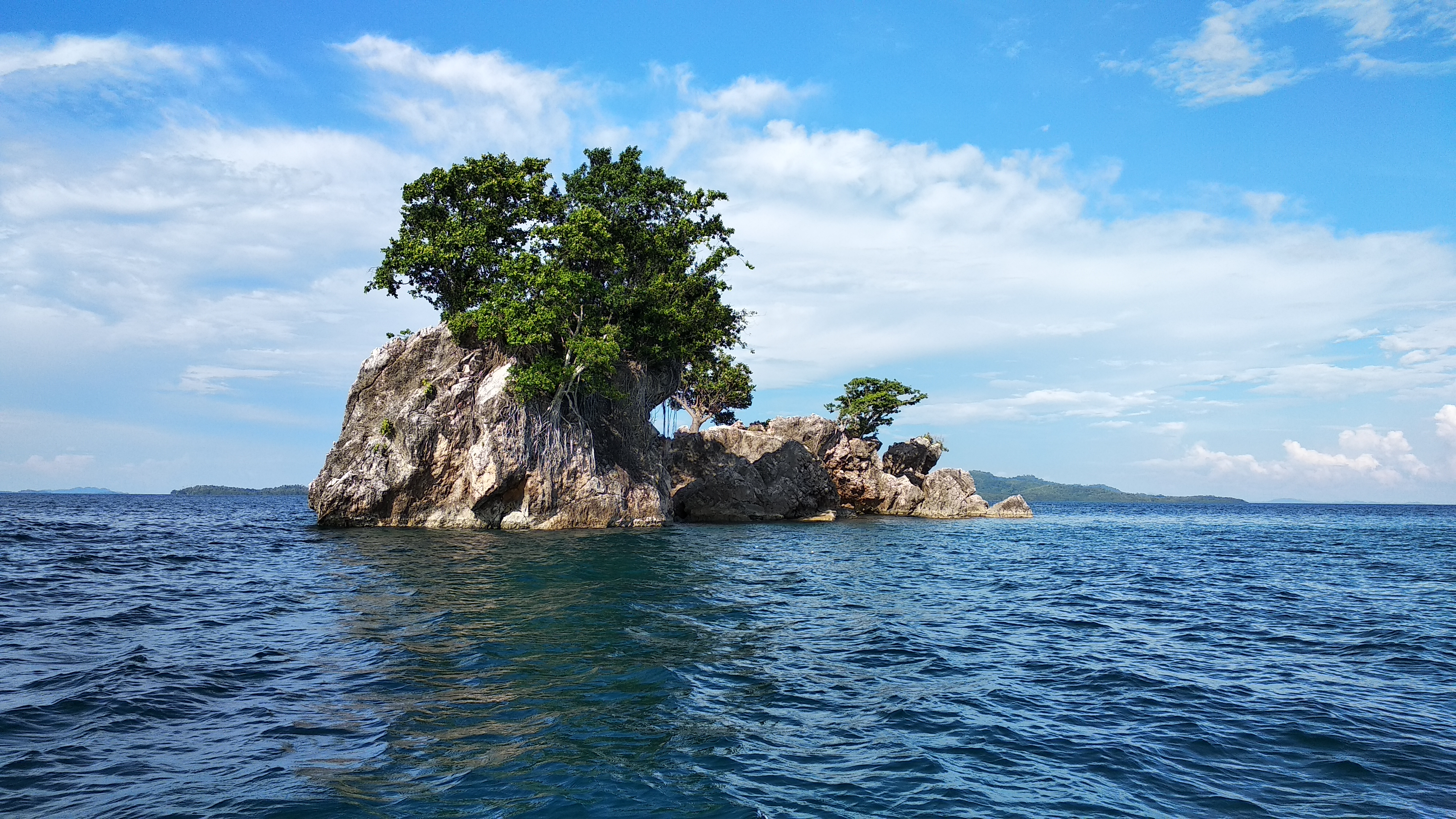
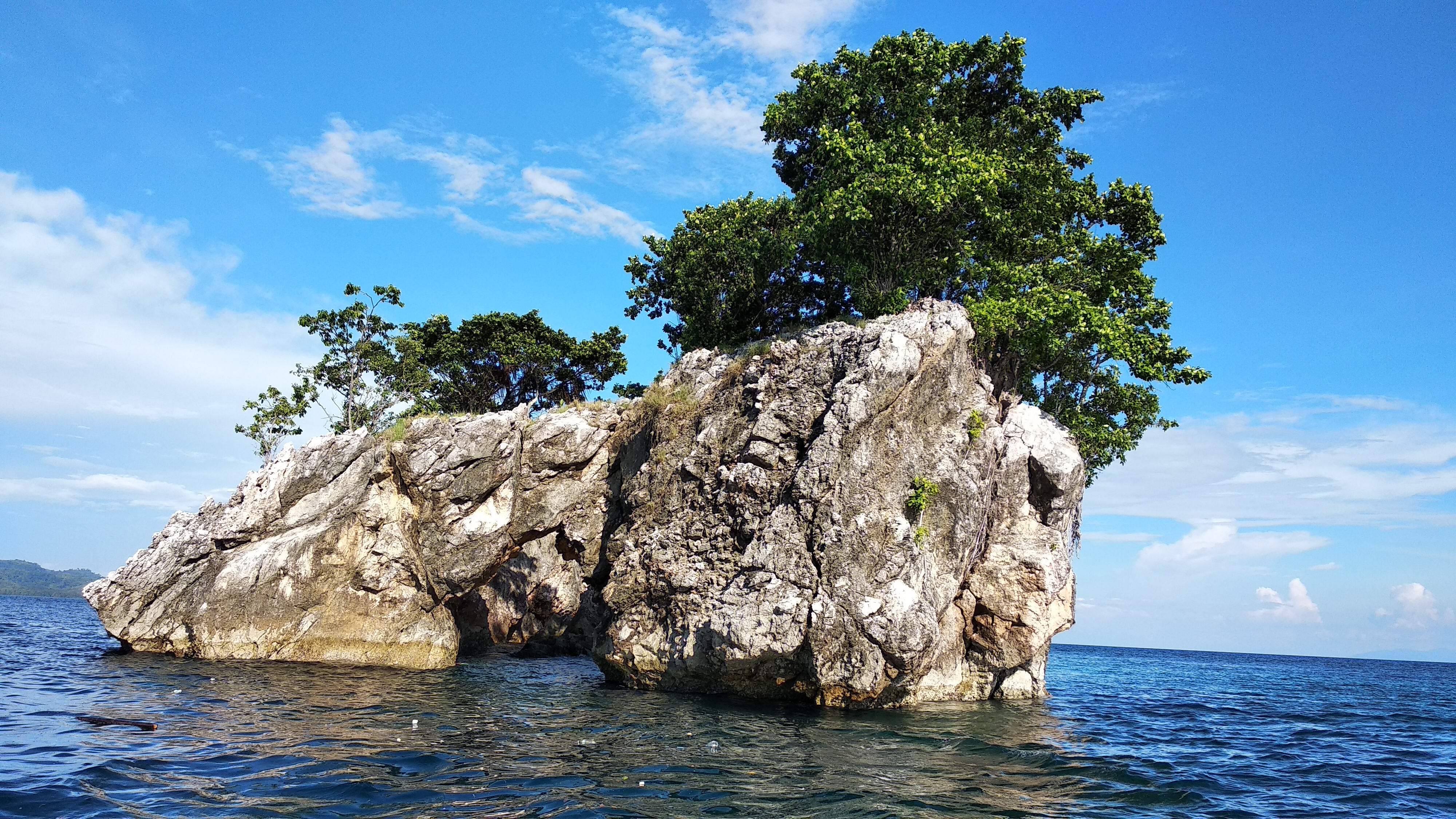
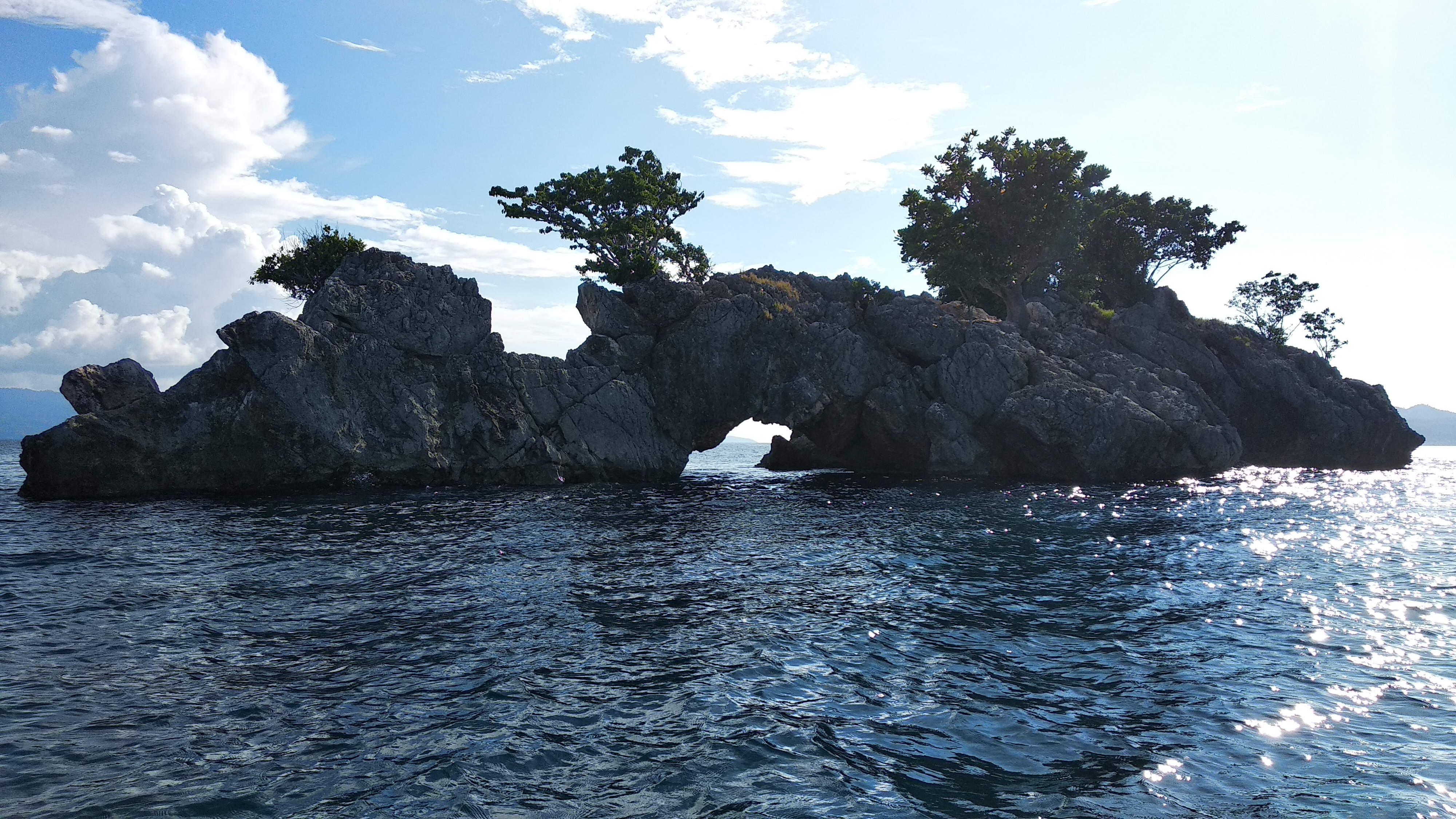
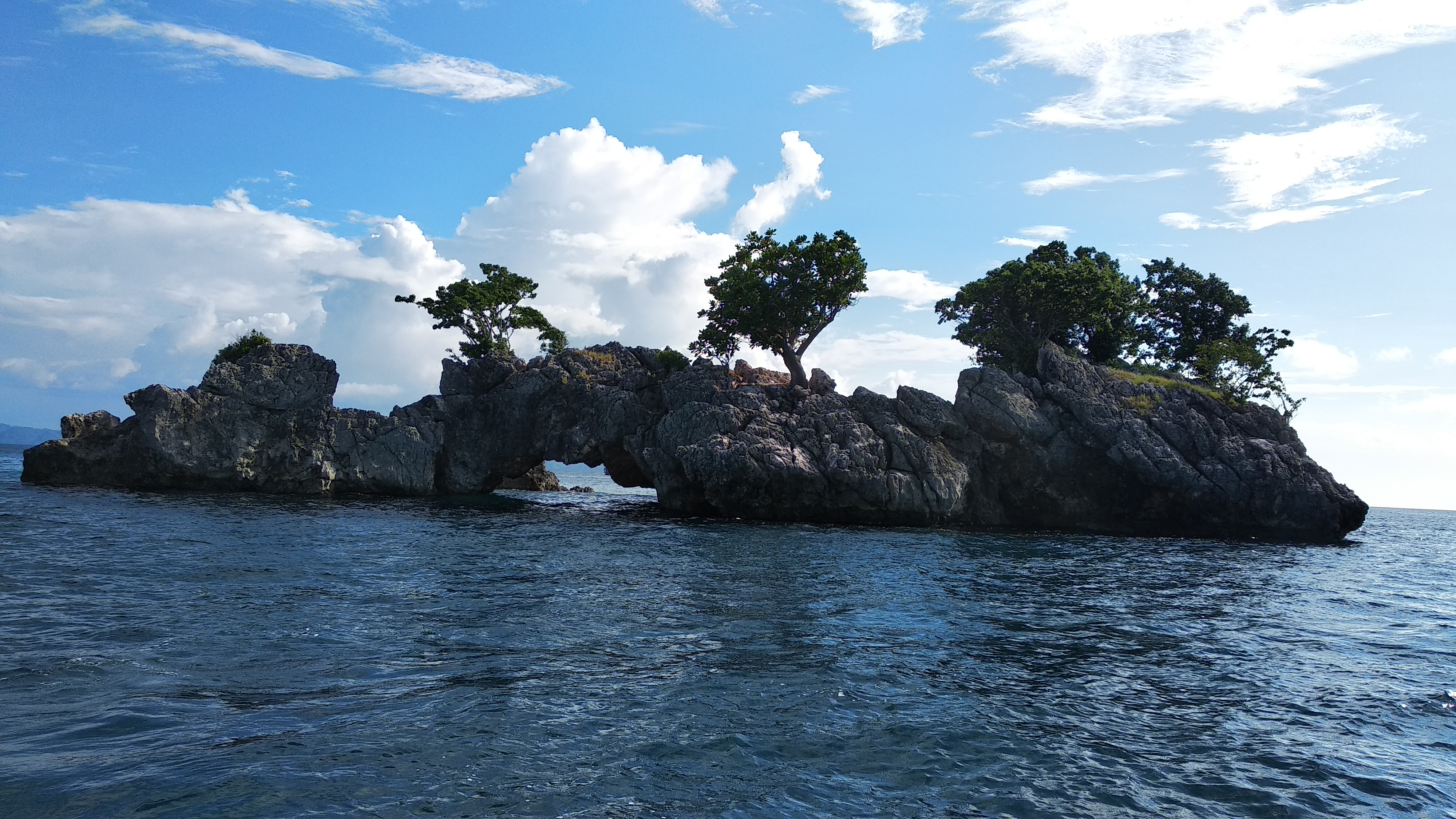
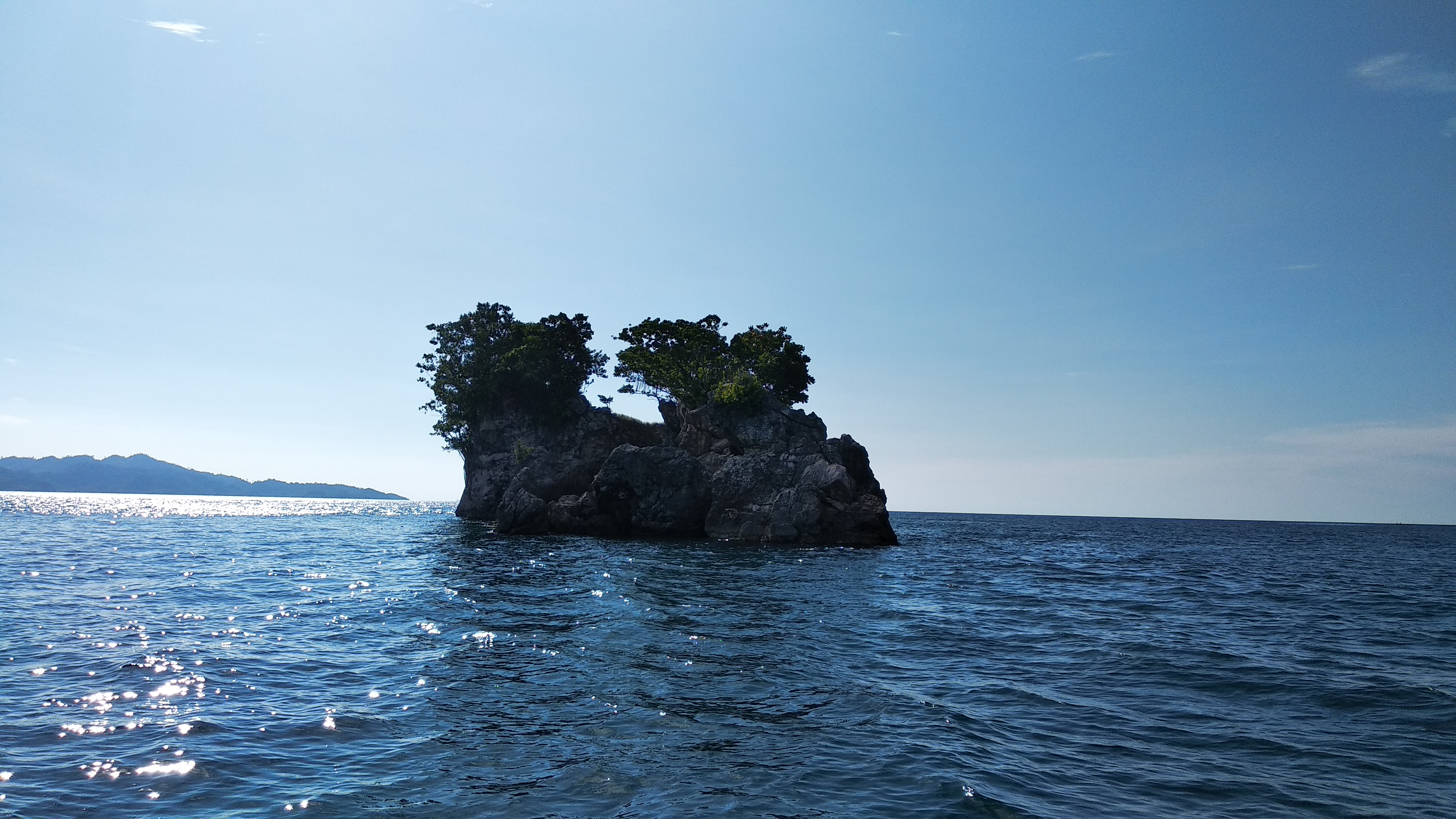
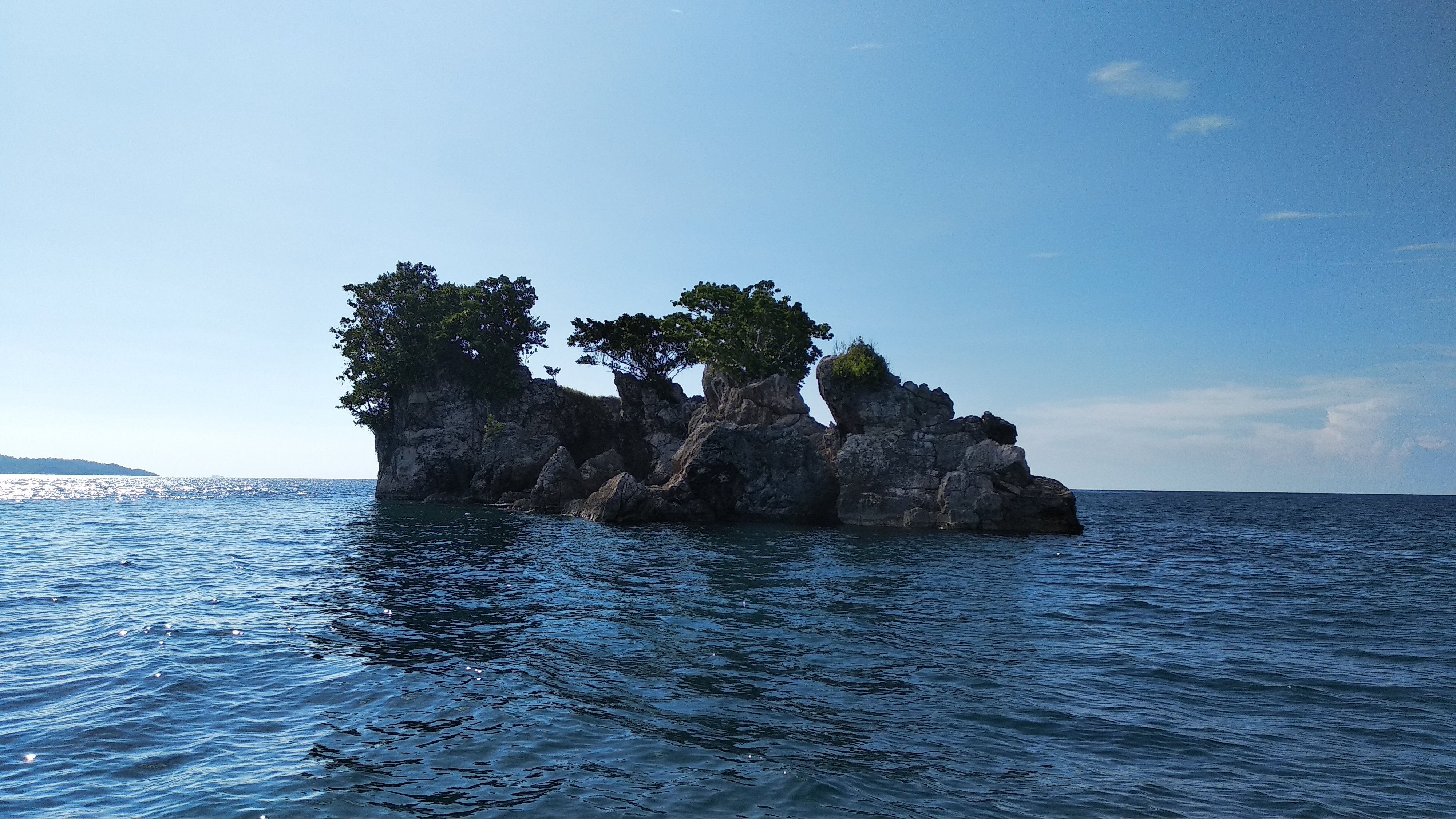